# Erysimum capitatum
Espèce
Erysimum capitatum est une espèce de plante à fleurs du genre Erysimum. La plante est semblable à celles permettant de faire de la moutarde.

## Description
La plante est composée d’une tige partant d’une rosette et dont le sommet est couvert de fleurs jaunes (parfois orangées). Chaque fleur possède quatre pétales. La plante peut être utilisée comme plante de jardin.

## Sous-espèces
Erysimum capitatum existe en plusieurs sous-espèces dont certaines sont considérées comme menacées de disparition dans certaines zones. Par exemple, Erysimum capitatum var angustatum, est menacée de disparition en Californie.
- E. c. var. angustatum -
- E. c. var. bealianum
- E. c. var. capitatum -
- E. c. var. lompocense -
- E. c. var. perenne
- E. c. var. purshii –

Ces plantes sont présentes sur une grande partie de l’Amérique du Nord mais certaines sous-espèces sont présentes uniquement dans des régions très peu étendues. E. capitatum capitatum s’étend par exemple en Utah et notamment dans le parc national de Bryce Canyon où il fleurit de mai à juillet.

## Pollinisation
On connait peu de chose par rapport aux relations entre la plantes et les insectes pollinisateurs. Le chercheur Andrew Moldenke étudia une population d’Erysimum capitatum var. perenne entre 1968-1970 dans une région subalpine (2900-3500 m). Il observa ainsi 13 espèces d’insectes sur les fleurs mais 80 % de ces insectes étaient des fourmis et principalement de type Formica lasioides et Formica fusca.